# James Weisgerber
James Vernon Weisberger (né le 1er mai 1938 à Vibank en Saskatchewan) est un prélat canadien de l'Église catholique. Il fut archevêque de l'archidiocèse de Winnipeg de 2000 à 2013 et évêque du diocèse de Saskatoon de 1996 à 2000. Il est membre de l'ordre du Canada et de l'Ordre du mérite de la Saskatchewan.

## Biographie
James Vernon Weisberge est né le 1er mai 1938 à Vibank en Saskatchewan. Il a étudié au Collège St Peter's (en) de Muenster en Saskatchewan et à l'université Saint-Paul d'Ottawa en Ontario d'où il reçut des licences en philosophie et en théologie. Il fut ordonné prêtre le 1er juin 1963 en la cathédrale du Saint-Rosaire de Regina pour l'archidiocèse de Regina en Saskatchewan.
Il fut le doyen des arts au collège Notre-Dame (en) de Wilcox en Saskatchewan où il enseignait la philosophie, les sciences des religions et le français. Il travailla plusieurs années pour la curie de l'archevêque de Regina où il fut notamment directeur des bureaux de la pastorale et de la justice sociale. Il fut recteur de la cathédrale du Saint-Rosaire et curé de la paroisse de la Sainte-Trinité à Regina ainsi que curé de la paroisse de Notre-Dame-des-Douleurs à Fort Qu'Appelle. En 1990, il fut élu secrétaire-général de la Conférence des évêques catholiques du Canada.
Le 7 mars 1996, il fut nommé évêque du diocèse de Saskatoon par le pape Jean-Paul II. Il fut consacré évêque le 3 mai 1996 par l'archevêque Peter Mallon. Le 7 juin 2000, il fut nommé archevêque de l'archidiocèse de Winnipeg. En 2005, il fut décoré de l'Ordre du mérite de la Saskatchewan. En 2013, il devint un officier de l'Ordre du Canada. Il servit également en tant que président de la Conférence des évêques catholiques du Canada.

## Prises de position
James Weisberger a pris position contre l'euthanasie au Canada.